# Дидије Јулијан
Марко Север Дидије Јулијан (рођен 133. године, погинуо 193. године) био је цар Римског царства од 28. марта до 1. јуна 193. године. Дошао је на престо тако што је победио на лицитацији коју су организовали преторијанци пошто су убили Пертинакса. То је довело до грађанског рата који је завршио победом Септимија Севера.
Јулијан је рођен 30. јануара 133. године у једном сенаторској фамилији из Милана. Дидија Јулијана је подизала Домиција Луцила, мајка Марка Аурелија. Дидије Јулијан је постао конзул 175. године, касније је управљао провинцијама Далмацијом, Доњом Германијом, Понтом и Битинијом и Африком.
После Петринаксовог убиства, на аукцији коју су организовали преторијанци, Дидије Јулијан је сваком преторијанцу понудио 25000 сестерција и тако победио градског префекта и Пертинаксовог таста Тита Флавија Сулпицијана. Римски сенат, у страху од преторијанаца, прогласио га је царем. Његова жена је добила титулу Августе. 
По свом приступању, Јулијан је одмах поништио Пертинаксове реформе тако што је девалвирао римску валуту на ново пре Пертинакса.
Међутим, ова аукција се показала непопуларном. Пошто је купио своју позицију и није је стекао конвенционално путем сукцесије био је врло непопуларан цар. Тај гнев из Рима се брзо проширио по царству. То је довело до тога да се тројица војсковођа из различитих делова Царства су подигла устанке: Песценије Нигер у Сирији, Клодије Албин у Британији и Септимије Север у Панонији. Пошто је Септимије био најближи Риму Јулијан га је прогласио за јавног непријатеља и послао је сенаторе да убеде Северове легионаре да га напусте, али нису успели у тој намери. Када је Септимије Север ушао у Рим, Дидија Јулијана је одмах збацио Сенат, а нови цар је наредио да се Дидију Јулијану одруби глава, иако је Јулије покушао да преговара и понудио му да поделе царство. Остали војници Преторијанске гарде су добили помиловања од Севера у замену за предају стварних убица Петринакса.